# Epinannolene plana
Epinannolene plana är en mångfotingart som beskrevs av Loomis 1961. Epinannolene plana ingår i släktet Epinannolene och familjen Epinannolenidae. Inga underarter finns listade i Catalogue of Life.